# AJR
AJR — американская инди-поп группа, состоящая из братьев-мультиинструменталистов Адама, Джека и Райана Mет (ранее Метцгер). Самостоятельно создают, продюсируют и микшируют материал в гостиной своей квартиры в Челси.
За всю карьеру успели поработать с такими артистами, как Деми Ловато, Fifth Harmony, Линдси Стирлинг, Train, Риверс Куомо, Стив Аоки, Энди Грэммер, We the Kings, Ингрид Майклсон, American Authors, QuinnXCII.
Название группы сложено из первых букв имён Адама, Джека и Райана.

## История

### 2005—2012: Ранние годы
Изначально братья Мет начали сочинять, записывать и сводить материал в гостиной своей квартиры в Челси, создавая DIY-музыку в жанре инди-поп.
Первые выступления группа начала давать в 2005 году в Централ парке и Вашингтон-Сквер-парке. Изначально коллектив исполнял каверы, но позже начал создавать собственную музыку под влиянием таких музыкантов, как The Beach Boys, Simon and Garfunkel, Vampire Weekend, Imagine Dragons, Kanye West, Macklemore, Twenty One Pilots и Fun.

### 2013–2015: Living Room
Весной 2013 года Райан Мет отправил ссылку на видеозапись песни «I’m Ready» примерно 80 знаменитостям, в том числе австралийской певице Сие Фёрлер. Фёрлер рассказала своему менеджеру о песне, и он связался со Стивом Гринбергом, бывшим президентом Columbia Records и нынешним генеральным директором и основателем S-Curve Records. Он стал их менеджером.
Дебютный сингл «I’m Ready», в котором был сэмпл голоса Спанч Боба Сквэр Пэнтса, многократно певшего свою фразу «Я готов!» из эпизода одноимённой анимационной серии, был выпущен 22 августа 2013 года. Песня находилась в регулярной ротации на Sirius XM Radio’s Top 20 on 20 и Hits 1 stations. Группа исполнила песню на телепередачах Good Day New York и Big Morning Buzz. В октябре того же года на песню был выпущен клип .
20 декабря 2013 года был выпущен дебютный мини-альбом группы «6foot1» (позже переименованный в «I’m Ready»). В октябре 2013 года на канале Clear Channel они были названы «Лучшими восходящими исполнителями». К 2014 году группа была названа исполнителями месяца на IHeartRadio в Top-40 в январе, и получила награду «One to Watch» на Myspace в феврале. Cинглы продавались тысячами копий каждую неделю, группу ожидали статьи в Billboard и New York Post.
23 сентября 2014 года был выпущен второй мини-альбом группы «Infinity», одноимённый трек был выпущен в качестве сингла. На сингл было выпущено лирик-видео. Большая часть работы над видео была выполнена самими AJR, включая режиссуру и продюсирование. Мини-альбом был выпущен вместо дебютного студийного альбома, перенесённого на следующий год. Участники группы объяснили задержку тем, что хотели добавить в него больше новой музыки.
3 марта 2015 года был выпущен дебютный студийный альбом «Living Room».
Примерно в это же время участники группы начали приобретать характерный сценический образ. Адам отрастил бороду (позже он отрастил длинные волосы), Джек тоже отрастил бороду и носил ушанку (которая, по его словам, принадлежала его матери), а Райан стал носить очки и вихревую причёску.
23 октября 2015 года был выпущен сингл под названием «Let The Games Begin».

### 2016–2018: What’s Everyone ThinkingиThe Click
16 сентября 2016 года группа выпускает свой третий мини-альбом «What Everyone’s Thinking». Трек «Weak» был выпущен в качестве сингла, он стал платиновым в США, Канаде, Норвегии, Нидерландах и Бельгии, а также золотым в Германии, Италии, Швеции и Австралии.
9 июня 2017 года группа выпустила свой второй студийный альбом «The Click», включавший в себя синглы «Weak» и «Drama». В создании трека «Sober Up» принимал участие вокалист группы Weezer, Риверс Куомо.
В 2017 году группа выпустила сингл «It’s On Us», написанный в сотрудничестве с одноимённый кампанией, запущенной Бараком Обамой в 2014 году для борьбы с сексуальным насилием в кампусах колледжей США.
21 сентября 2018 года была выпущена делюкс-версия альбома. В неё вошли несколько новых треков, а также акустическая версия трека «Pretender», выпущенного ранее совместно со Стивом Аоки и Lil Yachty.

### 2019–2020: Neotheater
В начале 2019 года в преддверии нового альбома выходят синглы «Birthday Party», «100 Bad Days» и «Dear Winter», а также демо-версия песни «Don’t Throw Out My Legos».
26 апреля 2019 года группа выпустила свой третий студийный альбом «Neotheater». Альбом дебютировал на первом месте в Billboard Top Alternative Albums, Billboard Top Rock Albums и на восьмом в Billboard Top 200 Albums.
25 октября группа выпустила сингл «Dear Winter 2.0» в новой аранжировке.
В поддержку альбома был организован мировой тур, в рамках которого группа впервые посетила Россию.

### 2021–2022: OK Orchestra
12 февраля 2020 года был выпущен «Bang!». Изначально сингл должен был стать частью делюкс-версии альбома «Neotheater», но по итогу стал заглавным треком следующего студийного альбома.
На протяжении года также выходят синглы "Bummerland"и «My Play». 20 декабря того же года был анонсирован четвёртый студийный альбом «OK Orchestra». 17 февраля 2021 выходит сингл «Way Less Sad» из нового альбома.
26 марта 2021 года группа выпустила четвёртый студийный альбом «OK Orchestra», а также 31 марта братья объявили об одноимённом туре, запланированном на 2022 год.
Трек «Bang!» победил в номинации «Лучшая рок-песня» в 2021 году на музыкальной премии Billboard.
30 августа группа выпустила ремикс на трек Daisy the Great «The Record Player Song» под названием «Record Player» с оригинальным исполнителем, в который они добавили свои куплеты и инструментальную часть.

### 2022–2024: The Maybe Man
22 апреля 2022 года группа объявила, что перед возобновлением тура OK Orchestra Tour будет выпущена новая песня. Они поделились фрагментом песни вместе со ссылкой на предварительное сохранение, которая показывала, что песня называется «???», многочисленные СМИ назвали песню «I Won’t». Очевидно, это было подтверждено как официальное название, поскольку в сет-листе тура OK Orchestra оно указано как таковое. «I Won’t» был официально выпущен 29 июля 2022 года, а музыкальное видео к нему было выпущено днем позже.
В июне 2022 года группа намекнула на грядущий пятый альбом в Твиттере с подписью «Думаю, мы только что написали вступление к нашему следующему альбому».
6 ноября 2022 года группа выпустила последний эпизод документального фильма OK Orchestra Tour вместе с твитом, который гласил: «Final OKO Tour Doc уже опубликован на YouTube. Какое время. В следующий раз, когда мы опубликуем, будет объявление о новой эре. До скорой встречи».
11 ноября 2022 года группа выпустила изображение логотипа с надписью «MTM» вместе с надписью «ЗАВТРА».
12 ноября 2022 года группа выпустила видео-тизер, объявляющий о новой эре вместе с заголовком «НОВАЯ ЭРА НАЧАЛАСЬ. ТММ».
13 ноября 2022 года группа объявила, что очень скоро выйдет новый сингл под названием «The DJ is Crying for Help». Перед обнародованием было выпущено несколько фрагментов песни.
18 ноября состоялась официальная премьера песни, сразу после которой был выпущен видеоклип.
27 января 2023 года QUINN XCII выпустил «Too Late» с участием AJR. Песня появилась в качестве седьмого трека на пятом студийном альбоме Куинна The People’s Champ. Сингл вышел после отмены тура Everything Everywhere Tour 2020 года, в котором оба исполнителя должны были выступать вместе друг с другом.
9 января 2023 года AJR опубликовал короткий тизер грядущей песни TMM, в которой Райан продюсирует на своем ноутбуке, а Джек играет на гитаре. В Интернете его прозвали «Shitty Stuff» из-за заметного текста в клипе. Наряду с тизером они сказали, что «готовятся к самому большому туру, о котором [они] когда-либо объявляли».
28 марта 2023 года они выпустили еще один тизер под названием «Something’s Coming», который сопровождался еще одним фрагментом неизданной песни.
9 апреля 2023 года они анонсировали выход новой песни под названием «Dumb Song», выход которой состоялся 21 апреля 2023 года.
3 июля 2023 года они выпустили сингл «The God Is Really Real». Он был выпущен в честь умершего отца, участников группы.
В настоящее время (лето 2023) группа выступает на разогреве у «Imagine Dragons» в их мировом туре «Mercury World Tour».
10 ноября 2023 года был выпущен пятый студийный альбом «The Maybe Man», а также 8 ноября был анонсирован тур в честь выхода альбома.

### 2025–н.в.: What No One’s Thinking
16 июня 2025 года группа анонсировала мини-альбом «What No One's Thinking», сингл и дата выхода которого назначены на более раннюю дату. Сингл «Betty» был выпущен 9 июля 2025 года, а также объявили, что «What No One's Thinking» выйдет 29 августа. 

## Участники группы
- Адам Мет (Adam Met) — вокал, бас-гитара, семплирование, перкуссия, программирование
- Джек Мет (Jack Met) — ведущий вокал, гитара, семплирование, укулеле, банджо, ударные, перкуссия, колокольчик, труба, мелодика, программирование
- Райан Мет (Ryan Met) — вокал, клавишные, фортепиано, укулеле, семплирование, продюсирование, программирование

## Личная жизнь
Братья являются евреями.
Их отец — Гэри Мецгер был архитектором. Он умер в 2023 году, и его сыновья (члены группы) посвятили ему песню «God is Really Real».
Лори Марвальд, которая начала свою карьеру в качестве архитектора, учась в Корнелльском университете, затем перешла к предпринимательству. Лори была одним из первых учредителей компании AJR Productions, LLC. Она занимала исполнительную и управленческую должность до 2022 года.
Трое членов группы AJR выросли в Бэйсайде, Квинс, пока в 2001 году не переехали в Челси, Манхэттен. Там Джек посещал профессиональную детскую школу в Манхэттене. Джек был ребёнком-актёром. Он появлялся в «Розовой пантере 2», а также в эпизоде сериала «Закон и порядок: Преступное намерение».
Адам получил степень бакалавра в Колумбийском университете по специальности бизнес и философия, степень магистра в Нью-Йоркском университете и степень доктора философии в области международного права прав человека в Университете Бирмингема, а Райан и Джек изучали кино в Колумбийском университете.

## Дискография

### Студийные альбомы
| Название      | Информация об альбоме | Позиции в чартах | Позиции в чартах | Позиции в чартах |
| Название      | Информация об альбоме | Billboard 200    | Top Heatseekers  | Ultratop         |
| ------------- | --- | ---------------- | ---------------- | ---------------- |
| Living Room   | - Дата выпуска: 3 марта, 2015 - Лейблы: Liberator Music, AJR Productions, Warner Bros. Records - Форматы: Digital download, CD | —                | 20               | —                |
| The Click     | - Дата выпуска: 9 июня, 2017 - Лейбл: AJR Productions - Форматы: Digital download, CD, винил                                   | 61               | —                | 170              |
| Neotheater    | - Дата выпуска: 26 апреля, 2019 - Лейбл: AJR Productions - Форматы: Digital download, CD, винил                                | —                | —                | —                |
| OK Orchestra  | - Дата выпуска: 26 марта 2021 - Лейбл: AJR Productions, BMG - Форматы: Digital download, CD, винил                             | —                | —                | —                |
| The Maybe Man | - Дата выпуска: 10 ноября, 2023 - Лейбл: Mercury, Republic, AJR Productions - Форматы: Digital download, CD, винил             |                  |                  |                  |

### Мини-альбомы
| Название                 | Информация об альбоме                                                                                            | Позиции в чартах | Позиции в чартах |
| Название                 | Информация об альбоме                                                                                            | Billboard 200    | Top Heatseekers  |
| ------------------------ | --- | ---------------- | ---------------- |
| Born and Bred            | - Дата выпуска: 20 марта, 2010 - Лейбл: LARJ Productions - Формат: CD                                            | —                | —                |
| Venture                  | - Дата выпуска: 12 сентября, 2010 - Лейбл: LARJ Productions - Формат: CD                                         | —                | —                |
| I’m Ready                | - Дата выпуска: 20 декабря, 2013 - Лейбл: AJR Productions, Liberator Music - Форматы: Digital download, CD       | —                | 32               |
| Infinity                 | - Дата выпуска: 23 сентября, 2014 - Лейбл: AJR Productions, Warner Bros. Records - Форматы: Digital download, CD | —                | 36               |
| What Everyone’s Thinking | - Дата выпуска: 16 сентября, 2016 - Форматы: Digital download, CD                                                | 164              | —                |
| Spotify Singles          | - Дата выпуска: 28 июля, 2017 - Лейбл: S-Curve Records - Форматы: Digital download, streaming                    | —                | —                |

### Синглы
| Название                                            | Год  | Позиции в чартах  | Позиции в чартах | Позиции в чартах | Позиции в чартах | Позиции в чартах                        | Позиции в чартах | Позиции в чартах | Позиции в чартах  | Позиции в чартах | Позиции в чартах | Сертификация                                                     | Альбом                     |
| Название                                            | Год  | Billboard Hot 100 | ARIA Charts      | Ultratop         | Canadian Hot 100 | Federazione Industria Musicale Italiana | Single Top 100   | VG-Lista         | Sverigetopplistan | Swiss Hitparade  | UK Singles Chart | Сертификация                                                     | Альбом                     |
| --------------------------------------------------- | ---- | ----------------- | ---------------- | ---------------- | ---------------- | --------------------------------------- | ---------------- | ---------------- | ----------------- | ---------------- | ---------------- | ---------------------------------------------------------------- | -------------------------- |
| "I’m Ready"                                         | 2013 | 65                | 5                | —                | —                | —                                       | —                | —                | —                 | —                | —                | - RIAA: Платиновая - ARIA: Трижды платиновая                     | Living Room                |
| "Infinity"                                          | 2014 | —                 | —                | —                | —                | —                                       | —                | —                | —                 | —                | —                |                                                                  | Living Room                |
| "Let the Games Begin"                               | 2015 | —                 | —                | —                | —                | —                                       | —                | —                | —                 | —                | —                |                                                                  |                            |
| "I’m Not Famous"                                    | 2016 | —                 | —                | —                | —                | —                                       | —                | —                | —                 | —                | —                |                                                                  | The Click                  |
| "Weak"                                              | 2016 | 73                | —                | 7                | 78               | 62                                      | 8                | 8                | 23                | 62               | 58               | - RIAA: Платиновая - BEA: Платиновая - MC: Золотая               | The Click                  |
| "It’s On Us"                                        | 2017 | —                 | —                | —                | —                | —                                       | —                | —                | —                 | —                | —                |                                                                  |                            |
| "Weak (Stay Strong Mix)" (featuring Louisa Johnson) | 2017 | —                 | —                | —                | —                | —                                       | —                | —                | —                 | —                | —                |                                                                  |                            |
| "Drama"                                             | 2017 | —                 | —                | —                | —                | —                                       | —                | —                | —                 | —                | —                |                                                                  | The Click                  |
| "Sober Up" (featuring Rivers Cuomo)                 | 2017 | —                 | —                | —                | —                | —                                       | —                | —                | —                 | —                | —                |                                                                  | The Click                  |
| "Burn the House Down"                               | 2018 | 100               | —                | —                | 99               | —                                       | —                | —                | —                 | —                | —                | - RIAA: Платиновая - ARIA: Золотая - MC: Платиновая              | The Click (Deluxe Edition) |
| "Bang!"                                             | 2020 | —                 | 37               | —                | 20               | —                                       | —                | —                | —                 | —                | —                | - RIAA: Платиновая - ARIA: Золотая - MC: Золотая - RMNZ: Золотая | OK Orchestra               |
| "I Won’t"                                           | 2022 | —                 | —                | —                | —                | —                                       | —                | —                | —                 | —                | —                |                                                                  | The Maybe Man              |
| "The DJ Is Crying For Help"                         | 2022 | —                 | —                | —                | —                | —                                       | —                | —                | —                 | —                | —                |                                                                  | The Maybe Man              |
| "The Dumb Song"                                     | 2023 | —                 | —                | —                | —                | —                                       | —                | —                | —                 | —                | —                |                                                                  | The Maybe Man              |
| "God Is Really Real"                                | 2023 | —                 | —                | —                | —                | —                                       | —                | —                | —                 | —                | —                |                                                                  | The Maybe Man              |
| "Yes I'm a Mess"                                    | 2023 | —                 | —                | —                | —                | —                                       | —                | —                | —                 | —                | —                |                                                                  | The Maybe Man              |
| "Inertia" (acoustic)                                | 2024 | —                 | —                | —                | —                | —                                       | —                | —                | —                 | —                | —                |                                                                  |                            |
| Betty                                               | 2025 |                   |                  |                  |                  |                                         |                  |                  |                   |                  |                  |                                                                  |                            |